# Avortement en Afrique
L'avortement en Afrique fait l'objet de nombreux débats de part et d'autre sur les plans culturel et traditionnel. La femme africaine est au centre de ce thème d'avortement car c'est elle qui subit le poids de la grossesse. Le tabou culturel et traditionnel affecte toujours de nos jours et freine l'avortement. Sur le plan général, le sujet de l'avortement reste un sujet délicat. La majorité des statistiques du choix sur le droit à l'avortement se fonde sur les pays de l'Afrique noire car l'Afrique subsaharienne influences l'Afrique tout entière par son aspect cultuel. Dans les pays comme la Mauritanie, l'Égypte, Madagascar, le Togo, et le Congo, l'avortement est totalement interdit. 

## Opinion publique
Les principaux acteurs sur le débat de l'avortement se basent sur la culture et la tradition de Afrique noire qui considèrent les tabous des ancêtres. Les militantes IVG en Afrique aussi font tout pour recevoir l'accès légal à l'avortement sur le continent. L'Église aujourd'hui influence le développement de l'Afrique sur tous les plans. 
Au Maroc, les militantes bousculent le pays pour avoir droit à l'avortement.